# Rocco Schiavone
Rocco Schiavone è un personaggio immaginario, letterario e televisivo, protagonista dei romanzi polizieschi di Antonio Manzini e dell'omonima serie televisiva. Schiavone è un vicequestore della polizia originario di Roma che vive e svolge le sue funzioni ad Aosta. Nella serie televisiva è interpretato dall'attore Marco Giallini.

## Il personaggio
Rocco Schiavone nasce a Roma, nel rione Trastevere, il 7 marzo 1966, da una famiglia di operai. Rimane orfano piuttosto presto: perde il padre a 12 anni e la madre quando ne ha 19.
I suoi amici d'infanzia diventano tutti ladri o spacciatori, mentre lui, di malavoglia e senza una reale vocazione, si laurea in giurisprudenza ed entra nella Polizia di Stato. Ha svolto il servizio militare in aeronautica.
A 35 anni sposa Marina, sua unica compagna per tutta la durata del matrimonio. Quattro anni prima dell'anno di ambientazione di Pista nera, Marina viene uccisa in un attentato a Rocco: un'auto li affianca ed il conducente spara tre colpi, diretti a Schiavone. Il vicequestore ha la prontezza di abbassarsi per evitarli, ma non la consorte. Rocco, straziato dal dolore e dalla rabbia, rintraccia e uccide uno degli attentatori, con l'aiuto del fedele amico Sebastiano.
La vendetta, tuttavia, non gli procurerà alcun appagamento, e oltretutto i suoceri Laura e Camillo non gli rivolgeranno più la parola, ritenendolo in parte responsabile della morte della figlia. Soltanto in Fate il vostro gioco Rocco riuscirà a riappacificarsi con loro, dopo aver portato loro la pianta di limone appartenuta a Marina, della quale il vicequestore si è preso cura dalla morte di lei.
Nel primo racconto in cui compare, L'accattone, ha il ruolo di dirigente del commissariato Cristoforo Colombo dell'EUR di Roma. È però, consapevole che presto verrà trasferito per motivi disciplinari, in quanto ha pestato violentemente uno stupratore seriale perché quest'ultimo ha picchiato una sua giovanissima vittima, dopo averla stuprata, facendole perdere un occhio. Lo stupratore era il figlio di un politico, il quale ha usato tutta la sua influenza per fare in modo che Schiavone venisse punito. La destinazione si rivelerà la Squadra Mobile di Aosta, città che inizialmente odia, così come la montagna e le piste da sci.

### Abitudini
Nonostante il rigido clima valdostano, si ostina a vestirsi con uno stile cittadino, con Loden e Clarks, scarpe che puntualmente rende inservibili, inzuppandole nella neve.
Ogni mattina, prima di cominciare a lavorare, fuma una canna di marijuana contenuta in un apposito cassetto chiuso a chiave nella sua scrivania in ufficio. Quest'abitudine, che lui definisce la sua "preghiera laica del mattino" (citazione di Georg Wilhelm Friedrich Hegel, il quale però definiva in tale modo la lettura del giornale), gli dà immediati benefici e gli risulta indispensabile, in quanto prima di fumare non è in grado di elaborare pensieri complessi né di effettuare alcuna attività di indagine.
Ha spesso la consuetudine di esporre alcune sue liste di "rotture di coglioni", ponendole secondo una scala che va dal sesto fino al decimo livello (quest'ultimo occupato unicamente dai nuovi casi di omicidio da risolvere), tanto da aver fatto scrivere ed esporre un cartellone dedicato alla loro elencazione di fianco alla porta del suo ufficio.
Quando incontra una persona ha l'abitudine di classificarla in base alla somiglianza con qualche animale, fissazione che risale ai molti pomeriggi della sua infanzia passati a sfogliare i volumi di una enciclopedia degli animali regalatagli dal padre.
Nonostante la moglie sia deceduta da diversi anni, Schiavone continua, nei suoi momenti di solitudine all'interno della sua casa o anche all'aperto, a immaginarla viva e a intavolare con lei delle vere e proprie conversazioni. Nel finale di Era di maggio, una volta trasferitosi nella nuova casa, Rocco vedrà Marina salutarlo per sempre, ma nel seguito delle vicende queste visioni riprenderanno.
Fuma sigarette di marca Camel.

### Carattere
Rocco Schiavone è un uomo burbero, piuttosto maleducato, manesco, violento, collerico, scontroso, sarcastico nel senso più romanesco, cinico con tutto e con chiunque, nonché infedele con le numerose amanti che si ritrova ad avere ad Aosta. Sprezzante nei confronti sia dei colleghi che dei criminali (con i quali non esita ad usare le maniere forti se alzano la cresta o si dimostrano poco collaborativi negli interrogatori), ha un rapporto di odio e amore con il suo lavoro, avendolo scelto in quanto non aveva alternative, ma che comunque apprezza e nel quale ha talento. Le risse compiute nel difficile quartiere di Trastevere hanno temprato il suo carattere fin dall'infanzia, rendendolo brusco e incline alle maniere forti, ma sotto quest'apparenza Rocco nasconde un lato gentile (a modo suo), bonaccione e saggio, soprattutto con Gabriele, il suo giovane vicino di casa, il quale vede in Rocco una sorta di figura paterna.

### Animali da compagnia
Alla fine del romanzo Non è stagione prende con sé un piccolo esemplare femmina di Fox terrier, che chiamerà Lupa. Successivamente si inventerà che la razza di Lupa è la rarissima (e immaginaria) Saint-Rhémy-en-Ardennes creata dal barone Gaston de Veilleuse nel XVIII secolo.

## Famiglia, amici e colleghi

### Marina
Moglie di Schiavone, svolgeva la professione di restauratrice. Morì a causa di un attentato contro il vicequestore a Roma, come raccontato nel romanzo 7-7-2007. Anni dopo la sua morte, il vicequestore non riesce a dimenticarla, in quanto era, ed è ancora, profondamente innamorato di lei. Nelle visioni di Schiavone è solita completare dei cruciverba o imparare una parola nuova (il più delle volte collegata con il presente di Rocco). Da viva era una donna bella, colta e schietta, che una volta ha messo seriamente in discussione il suo amore per Rocco dopo aver scoperto alcuni illeciti del marito, ma in seguito l'ha perdonato, facendogli promettere di non commettere più azioni illegali. La sua morte ha lasciato un vuoto incolmabile nella vita del vicequestore, che egli ha cercato inutilmente di riempire.

### Nora Tardioli
Stilista e disegnatrice di abiti da sposa, sarà l'amante di Schiavone ad Aosta per un certo periodo prima del suo allontanamento nel secondo romanzo (La costola di Adamo) in favore di Anna.

### Anna Cherubini
Pittrice e amica di Nora, comincia una relazione con Schiavone. Ben presto, però, Rocco avrà il coraggio di dirle di non amarla, ponendo fine al loro rapporto.

### Sandra Buccellato
Giornalista, lavora per un quotidiano locale, occupandosi di cronaca. Proviene da una famiglia molto benestante, ed è cresciuta in un castello; sostiene di aver intrapreso la carriera giornalistica per "raccontare la verità" come reazione all'educazione tradizionalista ed edulcorata che le è stata impartita. E' l'ex-moglie del questore Andrea Costa, e nei suoi articoli, forse per ripicca personale, è spesso critica nei confronti della Polizia e in particolare di Schiavone. In breve tempo però il rapporto tra i due migliora, fino a sfociare in una vera e propria relazione sentimentale, che consente a entrambi di manifestare reciprocamente le proprie debolezze; tale relazione risulta però piuttosto altalenante, a causa del carattere ombroso di Schiavone. Lo stesso Schiavone, però, non esita a sfruttare il loro rapporto per ottenere articoli che possano aiutarlo nelle sue indagini; in cambio le offre spesso anticipazioni e confidenze che le consentono di pubblicare notizie esclusive che ne aiutano la carriera. La loro relazione si interromperà bruscamente a causa della mancanza di interessi in comune e dei loro caratteri troppo diversi. Il suo nome completo è Alessandra Camilla Eleonora Jacopa Buccellato.Sarà rapita e salvata da Schiavone alla fine del romanzo Il passato è un morto senza cadavere.

### Sebastiano Cecchetti
Amico d'infanzia di Schiavone, vive a Roma insieme agli amici Furio Lattanzi e Brizio Marchetti. I tre, sebbene dediti ad attività malavitose, rappresentano sentimentalmente la famiglia di Rocco, ai quali è legato da profondo affetto. Sebastiano è decisamente grasso e ha un rapporto altalenante con la propria fidanzata, Adele Talamonti, fin quando non la perderà alla fine del romanzo Non è stagione (uccisa al posto del suo amico Rocco). Usa come alias il cognome materno Carucci. Per Rocco sarà un duro colpo scoprire che Sebastiano in realtà è sempre stato un alleato di Mastrodomenico per tutto il tempo e che la morte della moglie Marina è accaduta in parte per colpa sua, come verrà detto nel romanzo Vecchie conoscenze.

### Italo Pierron
Agente fido collaboratore di Schiavone, soprannominato "faina", è uno dei pochi a stargli simpatico all'interno della questura, probabilmente a causa del fatto che anche lui, come il protagonista, si è arruolato nelle forze dell'ordine non per scelta ma per caso e necessità. Di Verrès, si è trasferito ad Aosta al seguito di una sua fidanzata e ha deciso di rimanervi anche dopo la fine della relazione. In più occasioni lui e Rocco si mettono d'accordo per dividersi i soldi presi illecitamente nelle varie retate, anche con la complicità esterna di Sebastiano. Ha una relazione con Caterina Rispoli, che terminerà bruscamente piuttosto presto. Per un periodo gioca a poker, perdendo molti soldi, ma poi con l'aiuto di Rocco riesce a sistemare la situazione. Nonostante l'aiuto fornito da Schiavone, Pierron riprenderà a giocare con i suoi ex compagni, truffando con essi ignari giocatori. In Vecchie conoscenze i rapporti con Rocco cambiano: l’agente diventa caustico con lui, rifiuta i suoi sospetti e nega di avere ricominciato a giocare; Rocco prova ad aiutarlo ma quando capisce che ormai è irrecuperabile, non vuole avere più rapporti lavorativi con lui. Verrà arrestato nel corso di una retata da parte dei Carabinieri.

### Caterina Rispoli
Ispettrice timida e riservata (si scoprirà che, durante l'infanzia, ha subito abusi e molestie da parte del padre violento) ma comunque molto in gamba, soffre leggermente il fatto di essere l'unica donna della squadra di Schiavone. Risulterà essere entrata in polizia grazie all'interessamento di un pezzo grosso della polizia che vive a Roma, amico della madre. Anche se adocchiata fin da subito da Rocco, inizierà una relazione con Pierron. In seguito, dopo un primo bacio con Rocco in un momento di debolezza, quando lui le racconta come ha perso la moglie Marina, andrà anche a letto con il vicequestore, ma quando sembra iniziare una relazione tra loro tutto finisce per un colpo di scena: è lei, infatti, a essere la "spia" interna alla Squadra Mobile che informa Roma (Questura e Ministero degli interni) sugli spostamenti di Rocco, il quale non appena la scopre chiuderà immediatamente la relazione appena iniziata, incontrandola di persona al ristorante. Nei romanzi successivi, tuttavia, Rocco scoprirà che Caterina è sempre stata dalla loro parte e ha fatto finta di essere un agente di Mastrodomenico per seguire i suoi movimenti e poterlo far arrestare più facilmente; in Vecchie conoscenze rivela a Rocco che l'amico Sebastiano in realtà è sempre stato un alleato di Mastrodomenico e che la morte di Marina in parte è accaduta per colpa sua.

### Antonio Scipioni
Di origini in parte marchigiane e in parte siciliane, appena arrivato dal Vomero, è l'agente che solitamente Schiavone incarica di pedinare i sospettati e svolgere gli appostamenti. Successivamente vince il concorso per diventare vice ispettore. Ha 3 fidanzate che vede a weekend alternati, nessuna delle quali sa delle altre due. Prende il posto di Pierron come collaboratore prediletto di Schiavone.

### Ugo Casella
È un agente di Polizia della squadra di Schiavone, in attesa di pensionamento. Si occupa del lavoro d'ufficio o di mansioni molto semplici, ma risulta di grande utilità come tramite di Carlo, il figlio genio dell'informatica di Eugenia che dal romanzo Ah l'amore, l'amore diventa la compagna di Casella.

### Michele Deruta
Agente estremamente sovrappeso e di origine sarda, della zona del Campidano, fa spesso coppia con il collega D'Intino. Nella serie televisiva Schiavone li definisce spesso come Stanlio e Ollio, vista la comica goffaggine dei due; nei romanzi invece li chiama Fratelli De Rege, altra celebre coppia comica. È dichiaratamente omosessuale e ha una relazione con l'italo-tedesco Federico, gestore del panificio di Aosta con cui collabora ogni mattina prima di andare in Questura. Nel romanzo Vecchie conoscenze si decide a fare il grande passo, ufficializzando la relazione ed andando a convivere con Federico.

### Domenico D'Intino
Agente nato il 2 novembre 1976 a Mozzagrogna, in provincia di Chieti, parla spesso in dialetto abruzzese. Nella fiction Schiavone lo odia, lo definisce "il mezzo che Dio usa per punirlo" e, per tentare di togliere di mezzo lui e il suo collega Deruta, durante ogni indagine, considerato che farebbero più danni che altro, affida loro compiti sempre strani e impossibili, che i due, zelanti, svolgono ogni volta con sforzi al limite del comico finendo spesso nei guai, senza risparmiarsi lesioni e botte. Rocco li premia a volte con dei pennarelli evidenziatori che loro sembrano gradire dopo averli utilizzati nel corso di un'indagine loro affidata. Durante un'operazione di polizia, un colpo partito per errore dalla sua pistola d'ordinanza colpisce Schiavone, che a causa del proiettile perderà un rene. 

### Alberto Fumagalli
Medico legale incaricato delle autopsie dei morti presenti nelle indagini di Schiavone, è originario di Livorno. Ha l'abitudine di non salutare Schiavone quando arriva sulla scena del crimine, cominciando a parlargli come se nulla fosse, e il vicequestore puntualmente ricambia questo suo modo di comportarsi non salutandolo mai a sua volta. Tenterà, inutilmente, di far desistere Rocco dall'uso di cannabis. Rocco nutre profonda stima e ammirazione per il medico, come avrà modo di confidargli nel corso di una cena vinta a seguito di una delle tante loro scommesse: la più ricorrente di esse riguarda quanto l'agente Pierron, che detesta la Morgue e le autopsie, sia in grado di resistere prima di vomitare. Geniale, sarcastico e cinico al limite dell'inquietante, rimane sempre impassibile anche davanti ai cadaveri nelle peggiori condizioni, riuscendo persino - gag ricorrente nella serie - a mangiare mentre lavora, provocando lo sconcerto di Rocco. Dopo un inizio di rapporti di lavoro e personale molto burrascoso con Michela Gambino, dovuto alle profonde differenze con cui i due lavorano e lo snobismo del medico, grazie anche all'intervento di Rocco i due impareranno ad andare d'accordo, fino ad innamorarsi l'uno dell'altra.

### Michela Gambino
Siciliana, commissario della scientifica succeduta a Farinelli, è una donna decisamente eccentrica e dalle idee stravaganti, ma molto intelligente e meticolosa. Ha l'abitudine di elaborare complotti astrusi che riguardano spesso il cosiddetto "club dei 300" (di sua invenzione) e celebrità defunte che condivide entusiasticamente con Rocco e i colleghi. Lavora in un modernissimo laboratorio sotterraneo e riprende spesso Rocco e la sua squadra per la poca cura con cui si muovono sulle scene del crimine. Diventa presto ottima amica di Rocco e, sebbene all'inizio della loro conoscenza i due si detestino e fatichino molto a lavorare insieme, con il tempo si innamorerà, ricambiata, del dottor Alberto Fumagalli.

### Andrea Costa
Questore di Aosta e superiore di Schiavone, nutre un odio spasmodico per i giornalisti (che chiama giornalai). Schiavone si guarda bene dal partecipare agli incontri con la stampa e ogni volta, sebbene incalzato dal Questore, trova un pretesto per non essere presente. L'odio del questore Costa per i giornalisti è dovuto al tradimento della sua ormai ex moglie Sandra Buccellato con un editorialista del quotidiano La Stampa. Successivamente, l'ex moglie intraprenderà la carriera giornalistica proprio ad Aosta, scrivendo pungenti articoli contro l'operato della polizia e contro lo stesso Schiavone, per una probabile vendetta contro l'ex marito, ma in seguito cambierà giudizio su Schiavone, che elogerà nei successivi articoli sul giornale per cui scrive.

### Maurizio Baldi
Procuratore di Aosta con un rapporto burrascoso e instabile con la moglie. Divertente la sua "lotta" con la fotografia della moglie che tiene incorniciata sulla scrivania, e che, quasi ogni volta che Schiavone va nel suo ufficio, è in una posizione differente (frontale all'ospite, appoggiata a testa in giù sulla scrivania, nel cestino...); il vicequestore comprende l'umore del procuratore e lo stato della sua situazione coniugale dalla posizione della foto. Baldi gioca più volte con Rocco pungolandolo con continue richieste di informazioni sulla verità del suo passato (che comunque sembra già in parte conoscere) e "finge" di non vedere le molteplici sparizioni di Schiavone durante l'orario lavorativo (in genere dovute a viaggi a Roma). Espone spesso a Rocco delle sue trovate sulla risoluzione di temi politici e sociali.

## Romanzi, racconti e raccolte

### Romanzi
1. Pista nera, 2013, Sellerio
2. La costola di Adamo, 2014, Sellerio
3. Non è stagione, 2015, Sellerio
4. Era di maggio, 2015, Sellerio
5. 7-7-2007, 2016, Sellerio
6. Pulvis et umbra, 2017, Sellerio
7. Fate il vostro gioco, 2018, Sellerio
8. Rien ne va plus, 2019
9. Ah l'amore l'amore, 2020, Sellerio
10. Vecchie conoscenze, 2021 Sellerio
11. Le ossa parlano, 2022 Sellerio
12. ELP, 2023 Sellerio
13. Riusciranno i nostri eroi a ritrovare l’amico misteriosamente scomparso in Sud America?, 2023 Sellerio
14. Il passato è un morto senza cadavere, 2024 Sellerio

### Racconti
1. L'accattone, racconto nell'antologia Capodanno in giallo, 2012, Sellerio (ripreso nel volume Cinque indagini romane per Rocco Schiavone, 2016, Sellerio)
2. Le ferie d'agosto, racconto nell'antologia Ferragosto in giallo, 2013, Sellerio (ripreso nel volume Cinque indagini romane per Rocco Schiavone, 2016, Sellerio)
3. La ruzzica de li porci, racconto nell'antologia Carnevale in giallo, 2013, Sellerio (ripreso nel volume Cinque indagini romane per Rocco Schiavone, 2016, Sellerio)
4. Buon Natale, Rocco!, racconto nell'antologia Regalo di Natale, 2013, Sellerio (ripreso nel volume Cinque indagini romane per Rocco Schiavone, 2016, Sellerio)
5. Rocco va in vacanza, racconto nell'antologia Vacanze in giallo, 2014, Sellerio (ripreso nel volume Cinque indagini romane per Rocco Schiavone, 2016, Sellerio)
6. Castore e Polluce, racconto nell'antologia Turisti in giallo, 2015, Sellerio (ripreso nel volume L'anello mancante. Cinque indagini di Rocco Schiavone, 2018, Sellerio)
7. L'anello mancante, racconto nell'antologia La crisi in giallo, 2015, Sellerio (ripreso nel volume L'anello mancante. Cinque indagini di Rocco Schiavone, 2018, Sellerio)
8. ...e palla al centro, racconto nell'antologia Il calcio in giallo, 2016, Sellerio (ripreso nel volume L'anello mancante. Cinque indagini di Rocco Schiavone, 2018, Sellerio)
9. Senza fermate intermedie, racconto nell'antologia Viaggiare in giallo, 2017, Sellerio (ripreso nel volume L'anello mancante. Cinque indagini di Rocco Schiavone, 2018, Sellerio)
10. L'eremita, racconto nell'antologia Un anno in giallo, 2017, Sellerio (ripreso nel volume L'anello mancante. Cinque indagini di Rocco Schiavone, 2018, Sellerio)
11. L'amore ai tempi del Covid-19, pubblicato on-line[16], 2020, Sellerio
12. Confini, racconto nell'antologia Una settimana in giallo, 2021, Sellerio
13. Quota 2.050 s.l.m, racconto nell’antologia Una notte in giallo, 2022, Sellerio editore
14. Killing Food, racconto nell’antologia Cucina in giallo 2023, Sellerio editore

### Raccolte
1. Cinque indagini romane per Rocco Schiavone, 2016, Sellerio (contiene i racconti L'accattone, Le ferie d'agosto, Buon Natale, Rocco!, La ruzzica de li porci, Rocco va in vacanza)
2. L'anello mancante. Cinque indagini di Rocco Schiavone, 2018, Sellerio (contiene i racconti L'anello mancante, Castore e Polluce, ...e palla al centro, Senza fermate intermedie, L'eremita)